# Montecosaro
Montecosaro je italská obec 7 km od pobřeží Jaderského moře v oblasti Marche, provincii Macerata.

## Vývoj počtu obyvatel
Počet obyvatel